# Buildering

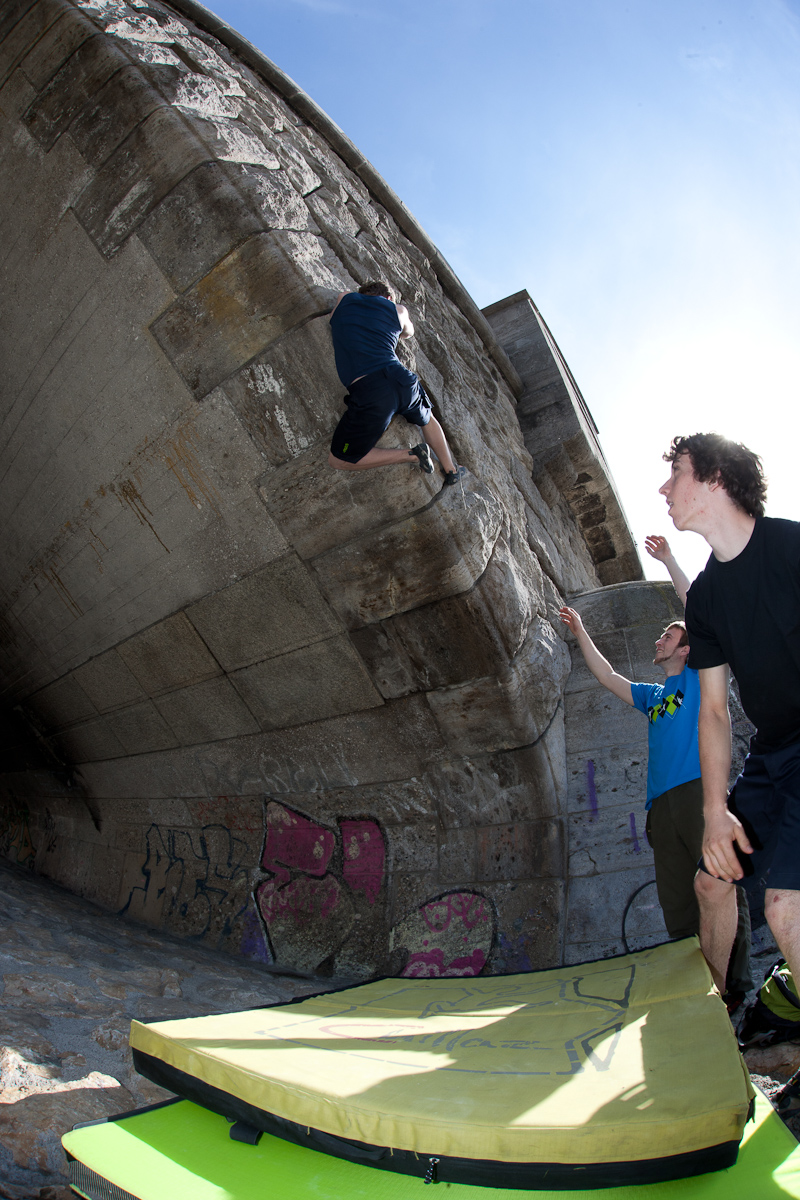
Przykład builderingu z użyciem crashpadu w celu asekuracji

Buildering (także Urban climbing) – wspinaczka na elewacje budynków, murki, mosty, pomniki, ruiny, fortyfikacje i inne konstrukcje, których pierwotnym przeznaczeniem nie jest wspinanie. 
Nazwa jest trawestacją powszechnie znanego w żargonie wspinaczkowym słowa bouldering, oznaczającego wspinanie się na głazy (ang. boulder) i niewysokie skały bez użycia liny. Zmieniona pierwsza sylaba nawiązuje do angielskiego słowa build (konstrukcja).
Buildering powstał w wyniku zapotrzebowania na obiekty wspinaczkowe w okolicach ubogich zarówno w skały, jak i sztuczne ścianki wspinaczkowe. Prawie zawsze jest nielegalny, aczkolwiek, z braku odpowiednich regulacji prawnych, nielegalność nie jest równoznaczna z karalnością. Wspinacze uprawiający buildering bywają sporadycznie pociągani do odpowiedzialności za niszczenie zieleni lub zakłócanie porządku publicznego. Wyjątkiem jest wspinanie bez asekuracji na ściany wysokich budynków (filary wysokich mostów, wieżowce). Alain Robert, francuski wspinacz, najbardziej znany ze wspinaczek na słynne wysokościowce i drapacze chmur, był z tego powodu wielokrotnie aresztowany i skazywany na grzywny lub karę pozbawienia wolności. Polskimi naśladowcami Alaina Roberta są Dawid Kaszlikowski oraz Marcin Banot.